# Тигровый буш

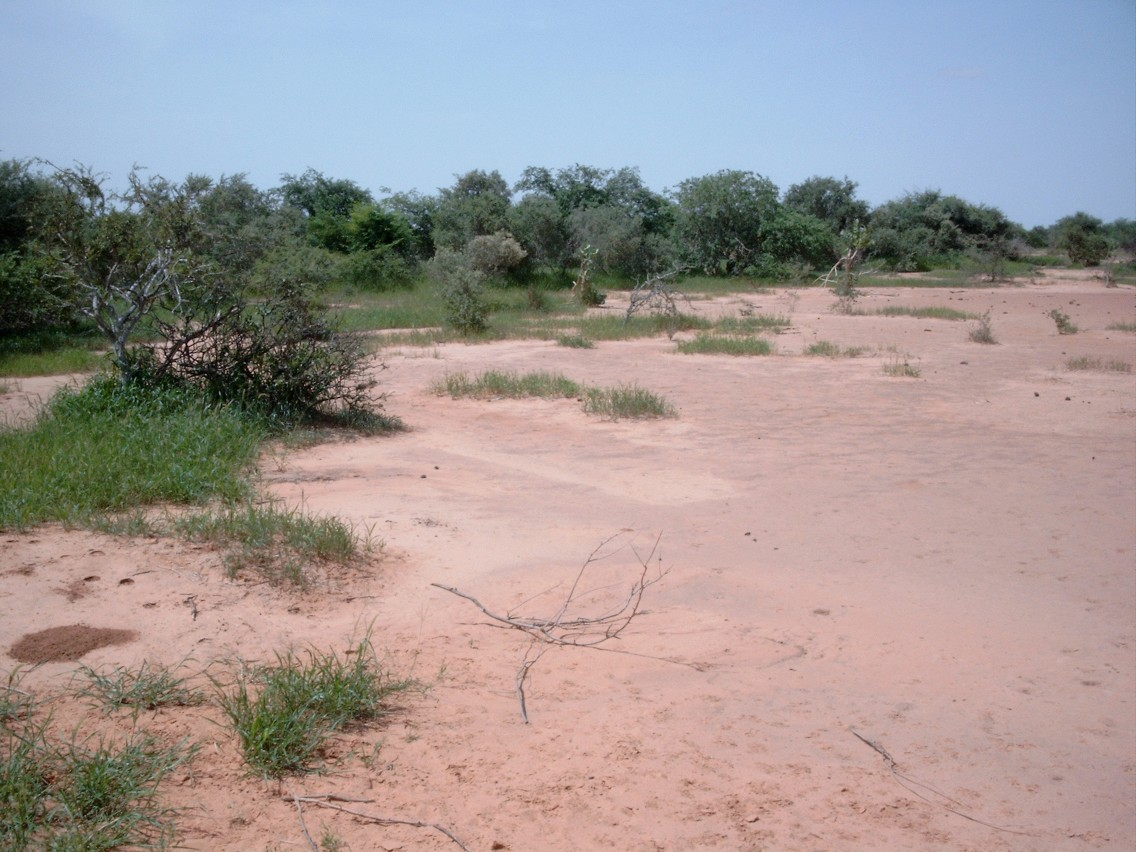

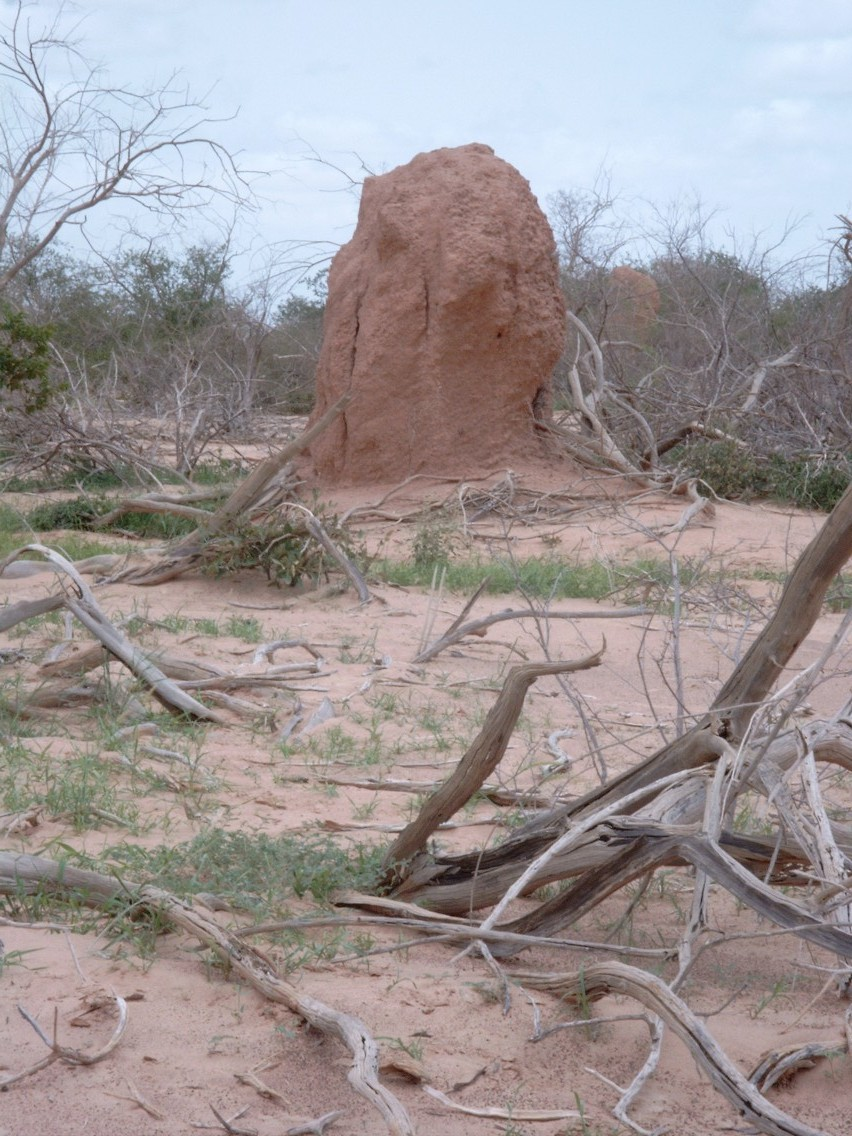

Тигровый буш — растительно-природный ландшафт, возникающий только в результате определённых почвенных и климатических условий.
Тигровый буш «полосат» — он состоит из полос почвы, лишённой всякой растительности , чередующихся с полосами, густо заросшими растениями. Встречается западноафриканской зоне Сахель, в Австралии и в США. Условиями образования тигрового буша является малое количество выпадающих осадков, а также достаточно низкий уклон поверхности почвы, способствующий оттоку выпавших осадков в определённые места. Таким образом, покрытые растительностью полосы получают значительно больше воды, нежели на них приходилось бы при обычных природных условиях и уровне осадков.

## Эксплуатация
Древесные растения, составляющие тигровый кустарник, используются в качестве дров и пищи для травоядных. Обширная потеря тигрового кустарника вокруг Ниамея (Нигер) теперь угрожает местной популяции жирафов. В соседней Буркина-Фасо растительность тигрового кустарника также сокращается.